# Aureolus (uzurpator rzymski)
Aureolus, Manius Acilius Aureolus (zm. 268) – samozwańczy cesarz rzymski w 268.
Rodzina Aureolusa pochodziła z Dacji. Za panowania cesarza Galiena pełnił funkcję dowódcy kawalerii i walczył między innymi z Postumusem, który wywołał rebelię w Galii. W 268 żołnierze obwołali go w Mediolanie cesarzem. Rebelia Aureolusa przyczyniła się do śmierci Galiena, który zginął podczas oblegania swego byłego wodza w Mediolanie, w wyniku zawiązanego tam spisku. Nowy cesarz Klaudiusz II Gocki złożył uzurpatorowi propozycję złożenia broni w zamian oferując mu gwarancję bezpieczeństwa. Wkrótce po kapitulacji Aureolusa zamordowali podkomendni.